# Jack O’Neill

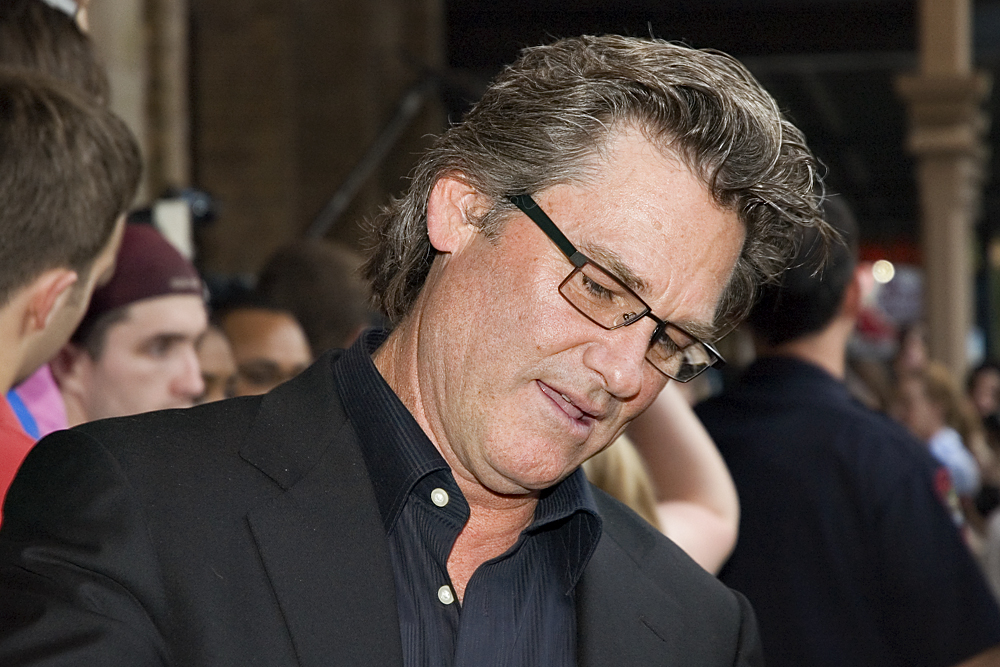
Kurt Russell – odtwórca roli O’Neilla w pierwszym filmie o Gwiezdnych wrotach

Jonathan „Jack” O’Neill – fikcyjna postać serii Gwiezdne wrota grana w filmie Gwiezdne wrota przez Kurta Russella, a w serialu Stargate SG-1 przez Richarda Deana Andersona. Przez pierwsze 7 sezonów O’Neill jako pułkownik Sił Powietrznych Stanów Zjednoczonych pełni obowiązki dowódcy grupy SG-1. Po awansie do stopnia generała brygady(patrz: generał brygady) pełni funkcje dowódcy jednostki SGC. W sezonie dziewiątym zostaje promowany do stopnia generała dywizji (patrz: generał major) i przeniesiony do Waszyngtonu. W dwóch ostatnich sezonach serialu Stargate SG-1 pojawia się czterokrotnie. Postać ta pojawia się dodatkowo w filmie Gwiezdne wrota: Continuum oraz trzech pierwszych sezonach serialu Gwiezdne wrota: Atlantyda i epizodycznie w serialu Gwiezdne wrota: Wszechświat.

## Historia postaci
Jako pułkownik Sił Powietrznych Stanów Zjednoczonych i weteran operacji specjalnych został powołany do udziału w projekcie jako dowódca oddziału. Zgorzkniały z powodu utraty syna (który śmiertelnie postrzelił się z broni służbowej ojca), Jack godzi się na prawdopodobnie samobójczą misję przejścia przez gwiezdne wrota. Wraz z drużyną dociera na Abydos. Tam pomaga w pokonaniu Ra i uwolnieniu miejscowej ludności od jego tyranii.
W serialu Gwiezdne wrota SG-1 po powołaniu SGC zostaje mianowany dowódcą oddziału SG-1, którą dowodzi nieprzerwanie przez siedem lat trwania programu. W ciągu tego czasu m.in. dwukrotnie zostaje nosicielem symbionta, dwukrotnie zostaje mu zgrana do mózgu wiedza starożytnych oraz zostaje wystawiony na działanie „postarzających replikatorów”. Dzięki pozyskanej w ten sposób wiedzy za pierwszym razem, jako pierwszy człowiek na Ziemi, odwiedził obcą galaktykę – rodzinną planetę Asgard. Drugim razem – pomaga w odnalezieniu placówki starożytnych na Antarktydzie oraz, dzięki posiadania genu starożytnych, broni Ziemi przed nalotem floty Anubisa. Po świadomym narażeniu życia związanego z pobraniem ilości wiedzy przekraczającej ludzkie możliwości zostaje zahibernowany w posterunku starożytnych na Antarktydzie. Z opresji ratuje go Thor, a Jack jeszcze przed utratą reszty wiedzy opracowuje broń przeciwko replikatorom. Za narażenie życia w obronie ludzkości zostaje awansowany do stopnia generała brygady obejmuje dowództwo nad SGC, swoją funkcję przewodniczenia SG-1 przekazując Samancie Carter. Od ósmego sezonu w SGC pojawia się gościnnie.
W ósmym i dziewiątym sezonie występuje wiele nawiązań do romantycznych uczuć między O’Neillem i Samanthą Carter, jednak ich związek nigdy nie został skonsumowany, poza alternatywną  rzeczywistością.
W pierwszym odcinku Gwiezdne wrota: Atlantyda – Wynurzenie (1) przybywa na stację Antarktyda wraz z majorem Johnem Sheppardem. W dalszych odcinkach pojawia się epizodycznie, głównie w pierwszym i trzecim sezonie Gwiezdne wrota: Atlantyda.